# Teatro Fénix
El Teatro Fénix es un teatro situado en la calle General Morán del centro histórico de la ciudad de Arequipa, Perú. Es el teatro más antiguo de la ciudad por lo que lleva el sobrenombre de "El primer teatro de Arequipa". Su construcción se proyectó en 1825 y culminó aproximadamente en 1840 aunque, desde 1828, ya funcionaba como tal. Se encuentra gestionado por la Asociación Cultural Fénix.
En la actualidad tiene una capacidad de 745 butacas: 390 en platea, 104 en palco, 108 en galería y 143 en covacha.

## Historia
Hacia 1825, cuatro años después de la independencia del Perú, un grupo de caballeros decidió formar una sociedad para recaudar fondos y construir el primer teatro de la ciudad: el Teatro Fénix. Un acta celebrada en abril de 1828 da cuenta de que la Junta de Gobierno de la Casa de Niños Expósitos de Arequipa de los Claustros de la Compañía de Jesús, representada por Antonio Gregorio de Tamayo, vendió parte de este terreno a un grupo de empresarios que propuso construir un coliseo público. Los compradores fueron Manuel Rodríguez de la Rosa, Mariano Herrera y Luis Gamio, representantes de la Compañía Empresaria del Teatro. Junto con ellos, unos agrimensores tasaron en 10 075 pesos y 3 ½ reales el valor del terreno que tenía 1949 metros cuadrados y estaba cercado con muros de calicanto. El terreno se encontraba entonces desocupado y ubicado estratégicamente cerca de la Plaza de Armas. El Teatro, único en su estilo, fue edificado sobre la base de unos planos elaborados por Gustave Eiffel. En ese entonces el techo era provisionalmente de lona, como las carpas de los circos tampoco tenía mobiliario propio, pues se acostumbraba a que las familias llevaran sus propias sillas con antelación, y en época de lluvia, sus respectivos paraguas.
Desde esos primeros años y hasta 1845, el general José Trinidad Morán y Manzano, militar venezolano y héroe de la independencia peruana, quien vivía en Arequipa, adquirió de manera privada el teatro junto con su esposa, Rafaela Zereceda de Morán. A la muerte del general, fueron sus hijas, Rafaela y Fortunata, quienes se encargaron de la administración del teatro hasta 1891. Ese año el teatro es arrendado a Manuel Pardo, Maximiliano de la Cuba y Alejandro Cervantes, con la condición de que techaran la platea y los palcos.
En 1916, el teatro pasa a manos del señor Ricardo Rodrigo, quien recibe un recinto renovado, pues se había construido un compartimiento más, que se llamó zona preferencial; colocaron butacas de fierro y cobre fundidos con asientos de madera; también habían mejorado el piso de la platea e instalado la luz eléctrica en el local, entre otras remodelaciones. Luego de tres años, pasó a la administración de los señores Cáceres Pereyra, que asumieron su reconstrucción y lo definieron con un estilo más atractivo. Esta reforma arquitectónica quedó inconclusa y para las fiestas centenarias solo se colocó un techo plano de estilo moderno. El Fénix después pasó a manos de Rafael Guinassi, quien cedió el contrato a la empresa Nava y Valcárcel, pero en el año 1931 volvió a tomarlo el señor Ricardo Rodrigo hasta su fallecimiento. Fue entonces que se hizo cargo uno de sus hijos, quien formó la empresa Cinema Teatro de Arequipa Ricardo M. Rodrigo Sucs. en el año 1940.
Ya en los años treinta, el Teatro Fénix se convirtió también en un espacio de proyecciones del cine sonoro. La primera película en estrenarse fue Sevilla de mis amores, el 2 de setiembre de 1931. En la década de 1960, se intentó demoler el teatro pero la misma no llegó a concretarse y, más bien, en 1985, fue declarado Monumento Histórico de Arquitectura Civil Pública.
Después de varias décadas de abandono, en el 2014, fue reparado y remodelado para albergar nuevas generaciones de artistas. Se encuentra gestionado por la Asociación Cultural Fénix.

## Arquitectura
El teatro tiene una arquitectura convencional con cantería de sillar, platea y cazuela.